# Lessing-Gymnasium (Frankfurt am Main)
Das Lessing-Gymnasium ist ein altsprachliches Gymnasium mit musikalischem Schwerpunkt und eine der traditionsreichsten Schulen in Frankfurt am Main, benannt nach Gotthold Ephraim Lessing (1729–1781). Gemeinsam mit dem Goethe-Gymnasium geht es auf die städtische Lateinschule zurück, die der Rat der Reichsstadt Frankfurt 1520 zur Erziehung der Patriziersöhne gründete. 1897 wurde die Schule in zwei selbständige Gymnasien geteilt. Bis heute beruft sich das Lessing-Gymnasium auf seine humanistische Tradition, so dass die erste Fremdsprache Latein ist und in der achten Klasse als dritte Fremdsprache Altgriechisch gewählt werden kann. Im Schuljahr 2008/2009 besuchten ungefähr 940 Schüler das Lessing-Gymnasium.

## Schulprofil und Schulleben heute
Das Lessing-Gymnasium ist der Tradition des humanistischen Gymnasiums verpflichtet. Zu den pädagogischen Zielen gehören eine breite Grundbildung, Werte- und Methodenorientierung, Wissenschaftsorientierung, Handlungs- und Berufsorientierung mit dem Ziel, die Persönlichkeit der Schüler umfassend zu bilden. Es ist eine der beiden Schulen in Frankfurt, die mit Latein als erster Fremdsprache beginnen. Englisch wird als zweite Fremdsprache ebenfalls bereits ab der Sexta (fünfte Klasse) unterrichtet. Bis Ende des 20. Jahrhunderts war Altgriechisch Pflichtfach, seitdem wird es neben Französisch als dritte Fremdsprache ab der Untertertia (achte Klasse) angeboten. In der Unter- (zwölfte Klasse) und Oberprima (dreizehnte Klasse) belegten im Schuljahr 2006/2007 insgesamt fünf Schüler einen Griechischkurs, im Schuljahr 2007/2008 zwölf Schüler.
Das Lessing-Gymnasium zeichnet sich besonders durch seine Orchester und Chöre aus und führt damit seine musische Tradition fort. So gibt es jeweils für die Unterstufe, die Mittelstufe und die Oberstufe ein Orchester. Daneben existieren noch drei Chöre, einer für die Sexta, einer für Quinta (sechste Klasse) und Quarta (siebte Klasse) und einer für die Mittel- und Oberstufe. Neben den traditionellen symphonischen Schulkonzerten, die in der Aula der Schule stattfinden, treten die Chöre auch gelegentlich auf öffentlichen Bühnen auf, so etwa an der Oper Frankfurt 2002 bei der Uraufführung der Kinderoper Dr. Popels fiese Falle von Moritz Eggert. Eine Theater-AG, an der sich Schüler aus allen Klassenstufen beteiligen können, rundet das kulturelle Angebot der Schule ab.
Traditionell findet jährlich seit 1967 während der Weihnachtsferien eine Ski-Freizeit nach Niederau (Gemeinde Wildschönau, Tirol) statt, an der über 200 Schüler teilnehmen. Eltern und Ehemalige bilden das Team der Betreuer und Skilehrer auf ehrenamtlicher Basis.
Das Lessing-Gymnasium unterhält eine Schulpartnerschaft mit der Duluti Secondary School in Arusha, Tansania. Seit etwa 50 Jahren besteht ein regelmäßiger Schüleraustausch mit dem Lycée du Parc in der Frankfurter Partnerstadt Lyon.
Am 14. September 2020 fand in der Frankfurter Paulskirche ein Festakt zum 500. Jahrestag der Gründung der Lateinschule statt. Die übrigen zum Jubiläum geplanten Festlichkeiten wurden wegen der COVID-19-Pandemie in Deutschland auf 2022 verschoben.

## Gründung der Lateinschule
| Zeitraum    | Rektor              |
| ----------- | ------------------- |
| 1520–1523   | Wilhelm Nesen       |
| 1523–1524   | Ludwig Carinus      |
| 1524–1533   | Jakob Micyllus      |
| (1533–1537) | Johann Moser        |
| 1537–1547   | Jakob Micyllus      |
| 1547–1550   | Eobaldus Sylvius    |
| 1550–1562   | Johann Knipius      |
| 1562–1563   | Georg Dimpelius     |
| 1563–1568   | Jeremias Homberger  |
| 1568–1576   | Philipp Lonicer     |
| 1576–1580   | Henricus Petreus    |
| 1581–1582   | Theobald Müller     |
| 1583        | Johannes Raschius   |
| 1584–1598   | Mathaeus Bader      |
| 1599–1615   | Adelarius Cravelius |

Im ausgehenden Mittelalter hatte Frankfurt noch keine öffentlichen Schulen. An den drei Kollegiatstiften St. Bartholomäus, St. Leonhard und Zu unserer Lieben Frau auf dem Berge gab es Stiftsschulen, die jedoch vorwiegend der Ausbildung ihres geistlichen Nachwuchses dienten. Das aufstrebende Bürgertum war für die Erziehung seiner Söhne auf Privatlehrer angewiesen. Anfang des 16. Jahrhunderts begannen daher einflussreiche Patrizier, vor allem Hamman von Holzhausen, Claus Stalburg und Philipp Fürstenberger, die städtische Obrigkeit zur Einrichtung einer Lateinschule zu bewegen. Am 23. Dezember 1519 beschloss der Rat der Stadt Frankfurt schließlich, daß man nach einem redlichen, gelehrten und von mores geschickten Gesellen trachten solle, der die jungen Kinder in der Lehre anhalte und beauftragte Fürstenberger entsprechende Verhandlungen aufzunehmen. Zur Finanzierung der Rektorenstelle sollte künftig ein Reisiger Knecht weniger unterhalten werden, sofern die Stelle nicht mit Hilfe testamentarischer Vermächtnisse unterhalten werden konnte.
Am 2. Juni 1520 bewarb sich Johannes Cochläus, seit Anfang des Jahres Dechant des Liebfrauenstiftes, bei Fürstenberger, allerdings vergeblich, denn der Rat berief am 14. September 1520, wahrscheinlich auf Empfehlung Stalburgs, den Poet und Erfarnen in lateinischer und griechischer Sprach Wilhelm Nesen zum ersten Rektor; dieser Tag gilt daher als Gründungsdatum der Lateinschule. Am 11. Oktober 1520 fertigte der Rat die Bestallungsurkunde aus.
Nesen hatte schon seit dem Frühjahr 1520 in Frankfurt die Söhne einiger prominenter Patrizier privat unterrichtet, unter ihnen Justinian von Holzhausen. Nesen erhielt ein Jahresgehalt von 50 Gulden sowie ein Schulgeld von zwei Gulden pro Schüler und Jahr. Neben dem Unterricht für die Lateinschüler verpflichtete er sich auch, täglich eine Stunde Vorlesung für ehrbare Hörer zu halten und sich dem Rat für weitere Verwendungen, zum Beispiel als Verfasser von Prunkreden, bereitzuhalten.
Die Schule war zunächst im Haus Zum Goldstein untergebracht (in der Buchgasse, etwa dort, wo heute der Rathausturm Langer Franz steht). Schräg gegenüber lag der Gasthof Zum Strauß, wo Martin Luther auf seiner Reise zum Wormser Reichstag am Sonntag, dem 14. April 1521, sowie bei seiner Rückkehr am Samstag, dem 27. April 1521, abstieg.
Am Tag nach seiner Ankunft besichtigte Luther die neugegründete Lateinschule und lernte dabei auch Nesen kennen. Nesen wurde zum intellektuellen Kopf der Anhänger Luthers in Frankfurt, seine Auseinandersetzung mit seinem unterlegenen Konkurrenten und radikalen Luther-Gegner Cochläus war einer der ersten Schritte zur Einführung der Reformation in Frankfurt. Im April 1523 wurde er an die Universität Wittenberg berufen. Nachfolger als Rektor der Lateinschule wurde sein Freund Ludwig Carinus aus Luzern.

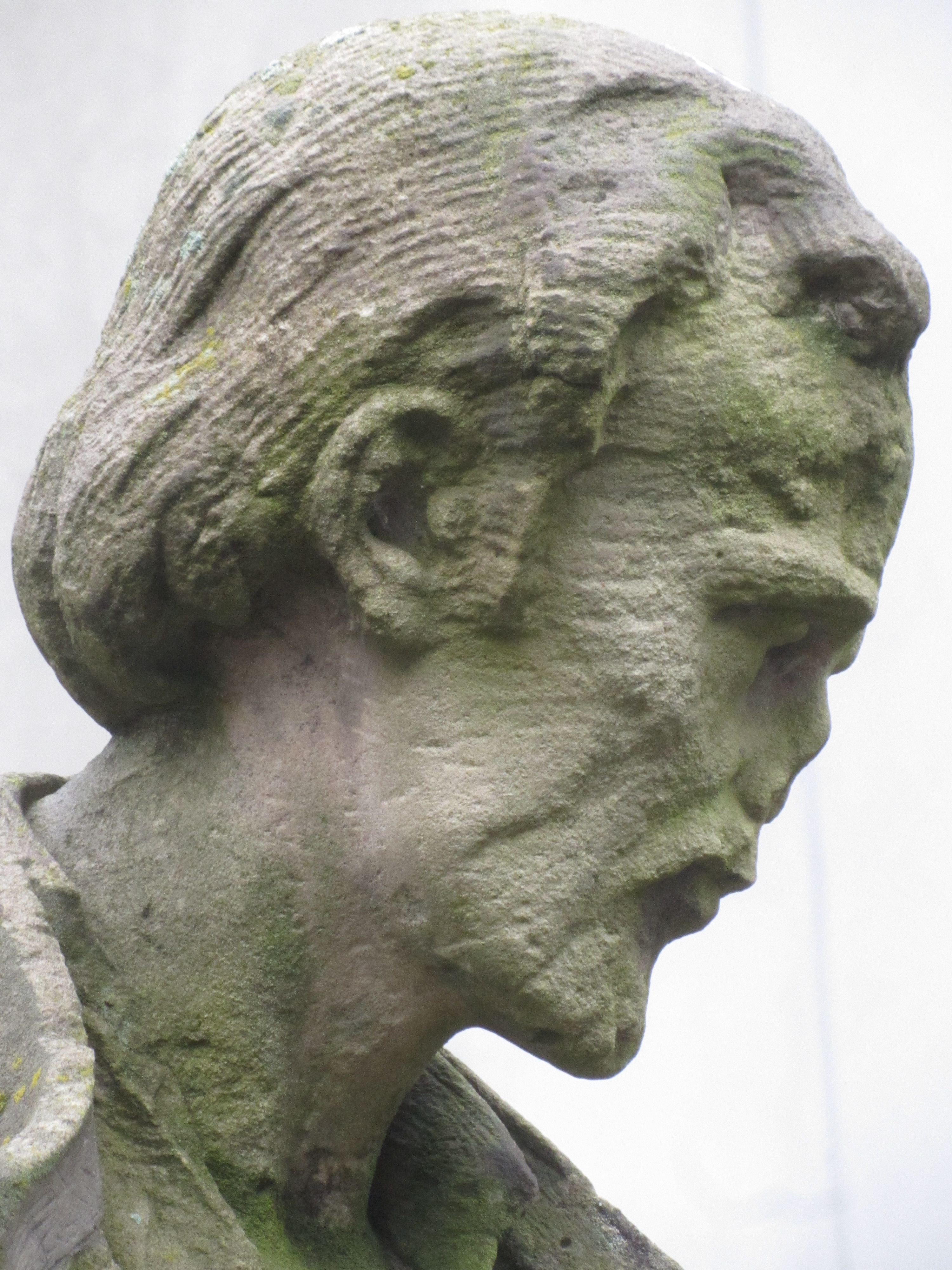
Kopf der Melanchthon-Statue an der Schule

In Wittenberg lernte Nesen Philipp Melanchthon kennen, der für die weitere Entwicklung der Lateinschule prägend wurde. Im Sommer 1524 reisten Nesen, Melanchthon und Camerarius gemeinsam durch Frankfurt. Da Carinus in seinem Rektorenamt unzufrieden war, empfahl Melanchthon einen seiner Schüler, den erst 21 Jahre alten Jakob Micyllus, als Nachfolger. In seinem Empfehlungsschreiben an Hamman von Holzhausen schrieb er:

„Nicht nur Micylls Gelehrsamkeit verdient Hochachtung, sondern seine Sitten sind auch so liebenswürdig, daß sie seiner Gelehrsamkeit zum Schmuck gereichen. Die Sitten und der Charakter mancher Gelehrten tun dem Rufe der Wissenschaften selbst Eintrag; aber Micylls feines und rücksichtsvolles Betragen kann nur dazu dienen, den Wert der gelehrten Studien in den Augen aller Wohlgesinnten zu erhöhen.“

Micyll wurde daraufhin zum Rektor berufen. Zu seinen ersten Schülern zählten Johann Fichard und Hartmann Beyer. Micyll blieb zunächst Rektor bis 1534 und nahm dann eine Professur in Heidelberg an. Dieses Amt war zwar schlechter bezahlt, doch hatte er in Frankfurt unter zunehmenden Angriffen der radikalen reformierten Prädikanten zu leiden. Nach seinem Weggang blieb das Rektorenamt zunächst vakant – der in einigen Chroniken als Nachfolger genannte Johann Moser war nicht durch den Rat berufen, sondern amtierte als Privatmann. In den Folgejahren suchte Frankfurt Anschluss an den lutherischen Flügel der Reformation. Nach dem Beitritt zum Schmalkaldischen Bund und der Unterzeichnung der Wittenberger Konkordie 1536 erreichten die Frankfurter Patrizier Justinian von Holzhausen, Johann Fichard und Johann von Glauburg, dass Micyll einen erneuten Ruf nach Frankfurt erhielt, verbunden mit einer Erhöhung seines Jahresgehalts auf 150 Gulden.
Während seiner zweiten Amtszeit von 1537 bis 1547 etablierte sich das Gymnasium Francofurtanum endgültig. Es erhielt 1537 seine erste Schulordnung und bezog 1542 ein renoviertes Gebäude im Kreuzgang des ehemaligen Barfüßerklosters, wo es bis 1838 ansässig blieb. Die Schüler und Lehrer waren auch für den Chorgesang an der Barfüßerkirche (der heutigen Paulskirche), der evangelischen Hauptkirche von Frankfurt, zuständig. 1549 war die Schule in vier Klassen eingeteilt.
Mit der Niederlage des Schmalkaldischen Bundes im Schmalkaldischen Krieg 1547 und der erzwungenen Annahme des Augsburger Interims 1548 begann für die lutherische Reichsstadt Frankfurt eine Zeit der außenpolitischen und wirtschaftlichen Bedrängnis, die sich auch auf das Gymnasium auswirkte. Eine fortschreitende Geldentwertung und vor allem gegen Ende des 16. Jahrhunderts spürbare Münzverschlechterung bewirkte, dass die Lehrer trotz nominell steigender Gehälter erhebliche Verluste an Kaufkraft hinnehmen mussten. Auch der soziale Status der Collaboranten, die den Rektor unterstützten, war gering. Lersner erwähnte das Gymnasium in seiner Chronik hauptsächlich im Zusammenhang mit Gehaltsforderungen und Bittgesuchen von Lehrern. Unter dem 28. Mai 1555 schrieb er beispielsweise, dass Johannes Acontius und Johannes Latomus, beide Collaboranten in der Schul zu den Barfüßer, gebeten, sie des Fronens, Hütens und Wachens frei zu lassen: Soll man ihnen ihr Begehren abschlagen. Die Collaboranten waren somit nicht als Angehörige des Gelehrtenstandes anerkannt, im Gegensatz zu den Predigern und den Syndici des Rates. 1563 gelang es immerhin dem neu berufenen Rektor Jeremias Homberger, seine Befreiung vom Wachen und Hüten beim Rat durchzusetzen.
Um ihren Lebensunterhalt zu fristen, waren vor allem die älteren Lehrer, die Familien zu ernähren hatten, auf Nebeneinkünfte angewiesen, zum Beispiel durch die Aufnahme von Privatschülern und Tischgästen im eigenen Haushalt, oder durch die Vermietung von Räumen während der Messen oder Kaiserkrönungen. Dabei finden sich in dieser Zeit immer wieder Klagen über unangemessene Nebentätigkeiten. 1561 entlässt der Rat den Sohn des Rektors Johannes Cnipius, der als Collaborant seines Vaters an der Schule arbeitet, weil er nebenher in der Egenolffschen Druckerei arbeitet. 1604 beantragt der Lehrer der Quinta, Laurentius Bulla, zu Messezeiten als Schreiber an der Stadtwaage arbeiten zu dürfen.
Die Disziplin an der Schule ließ in dieser Zeit offenbar zu wünschen übrig. Vor allem während der Amtszeit des Rektors Adelarius Cravelius 1599 bis 1615 berichten die Chroniken über nächtliche Ausschweifungen von Schülern und Lehrern, die als grobe und verlaufene Bacchanten durch die Gassen zogen und sich dem Zugriff der Stadtwache durch Rückzug ins benachbarte Bockenheim entzogen. Cravelius war aus Pforzheim seiner Erudition, Person und Autorität wegen nach Frankfurt berufen worden, konnte aber die Erwartungen nicht erfüllen. Während des Fettmilch-Aufstandes 1612 bis 1614 ermahnte der Rat den Rektor, anstatt bisher gebrauchter Vehemenz eine gebührende Sanftmut und Bescheidenheit anzuwenden, seiner Schul fleißig abzuwarten, auf der Gasse bei Nacht das Singen einzustellen und auf Geschenke der Armenschüler künftig zu verzichten. Der Ruf des Frankfurter Gymnasium war dementsprechend schlecht. Um 1610 galten die Frankfurter Schüler an den umliegenden Universitäten als schlechte Grammatiker (Francofurtani mali grammatici). Cravelius resignierte als Rektor und ging 1617 als Stadtschreiber nach Wertheim.

## Gymnasium Francofurtanum

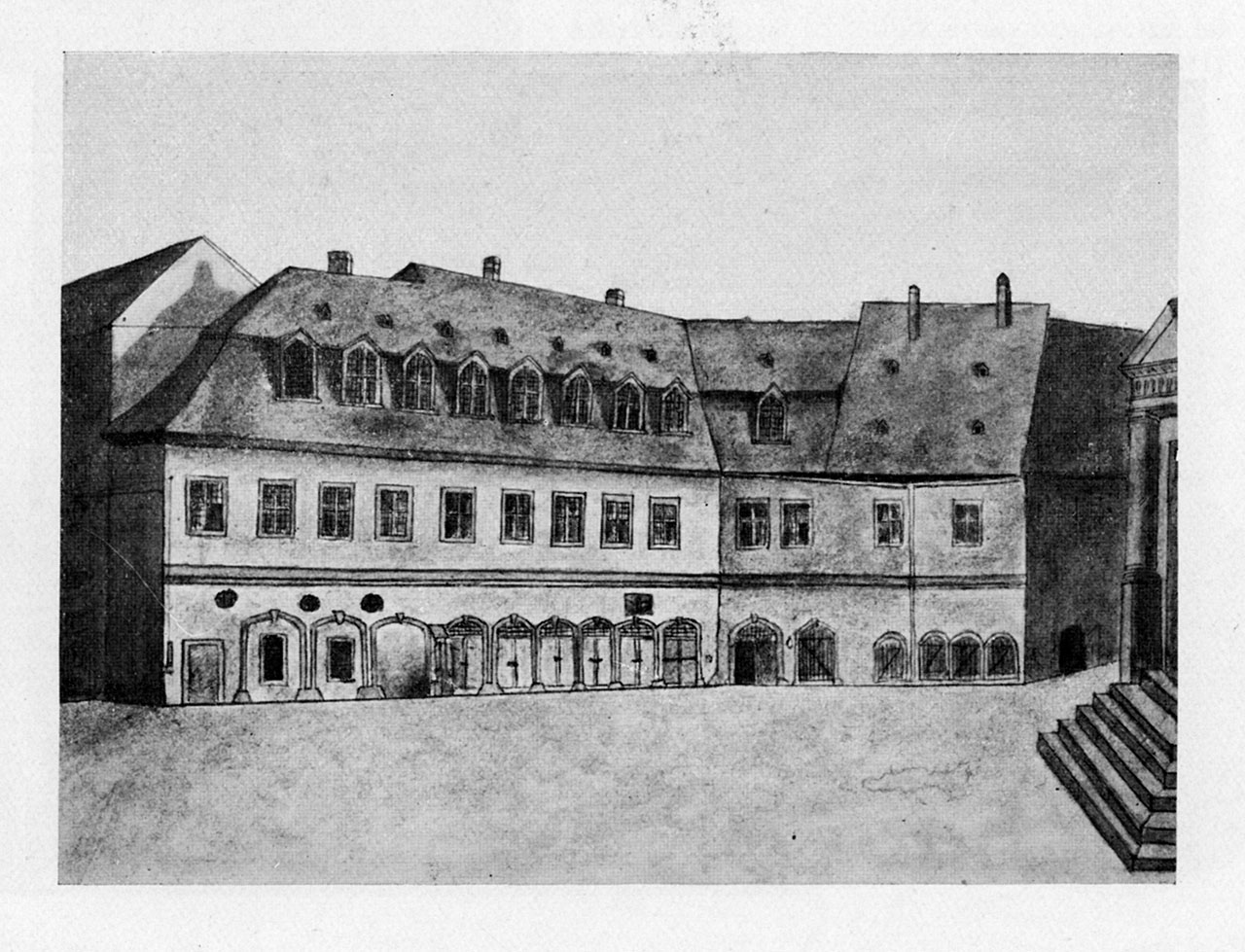
Von 1542 bis 1838 hatte das Gymnasium seinen Sitz im ehemaligen Barfüßerkloster.

Anstelle des bisherigen amtlichen Namens – Lateinische Schule, gelegentlich auch Schule zu den Barfüßern – kam zu Beginn des 17. Jahrhunderts die Bezeichnung Gymnasium Francofurtanum auf, die im Laufe der Zeit den alten Namen verdrängte. Die Frankfurter Bürger nannten das Gymnasium bis ins 19. Jahrhundert nur „die Klasse“; die Gymnasiasten nannten sich selbst „Klässer“ oder sagten im Frankfurter Dialekt, sie gingen uff die Klaß’.
| Zeitraum    | Rektor                |
| ----------- | --------------------- |
| 1616–1627   | Heinrich Hirtzwig     |
| (1627–1635) | Ludwig Selzer         |
| 1635–1684   | Johannes Valentini    |
| 1684–1691   | Georgius Grabowius    |
| 1691–1716   | Johann Gerhard Arnold |
| 1717–1722   | Johann Jacob Schudt   |
| 1722–1737   | Johann Thomas Klumpf  |
| 1737–1770   | Johann Georg Albrecht |
| 1770–1806   | Johann Georg Purmann  |

1615 wandte sich das Predigerministerium mit einer Petition an den Rat, um die Besoldung der Lehrer am Gymnasium zu verbessern und sie von ihren Nebeneinkünften unabhängiger zu machen. Die Lehrer der Sekunda, Tertia und Quarta erhielten daraufhin neben einem auf 200 Gulden erhöhten Jahresgehalt noch ein Wohngeld sowie Deputate an Korn, Salz und Feuerholz. Der Quintanus, Lehrer der Eingangsklasse, musste sich mit einem geringeren Gehalt von 130 Gulden begnügen, erhielt aber dafür eine freie Wohnung. Zum neuen Rektor berief der Rat Heinrich Hirtzwig, der zuvor Rektor in Speyer gewesen war. Er erhielt ein Jahresgehalt von 300 Gulden, was deutlich mehr war als die Bezüge eines Professors der nächstgelegenen Universität in Gießen.
Hirztwig machte sich an einen Neuaufbau des Kollegiums. 1616 wurde der Quintanus Laurentius Bulla wegen Unfleißes entlassen, 1623 sein Nachfolger Eucharius Arminius. 1626 war keiner der Lehrer von 1615 mehr im Amt. In diesem Jahr verbot der Rat den Gymnasiallehrern strikt jeglichen Privatunterricht, auch in den Ferien. Auch um die Disziplin der Schüler bemühte sich Hirtzwig. Vier Schüler wurden der Anstalt verwiesen, das Amt eines für die Ordnung und Aufsicht verantwortlichen Decurio eingerichtet.
Die Schülerzahlen wuchsen in diesen Jahren stark an. 1616 wurde eine Sexta als neue Eingangsklasse geschaffen. 1626 zählte die Sexta über 100 Schüler, so dass sie in zwei Haufen geteilt wurde und ihr unterer Haufe 1627 zur Septima erweitert. Überdies richtete Hirtzwig eine Exemtenklasse für ältere Schüler ein, die nicht in das normale Klassensystem integriert war. Primaner und Exemte bildeten zusammen die Oberstufe des Gymnasiums, sie wurden vom Rektor sowie dem eigens für den Unterricht in Dialektik, Rhetorik, Ethik, Physik und Metaphysik eingestellten Magister Ludwig Selzer unterrichtet. Die genaue Schülerzahl aus diesen Jahren ist nicht bekannt.
Bei allem Reformeifer brachte Rektor Hirtzwig durch sein autokratisches Verhalten und eine Neigung zur Unnachgiebigkeit einflussreiche Gegner gegen sich auf, darunter die Prediger. Der Rat tadelte ihn wegen eigenmächtiger Veränderungen an der Schulordnung. Als Hirtzwig 1627 seine Berufung als Hofprediger nach Butzbach betrieb, verabschiedete ihn der Rat ohne große Formalitäten. Seine Bitte, das Frankfurter Bürgerrecht behalten zu dürfen, wurde abschlägig beschieden. Als Hirtzwigs Nachfolger amtierte Ludwig Selzer bis 1635, ohne dass ihn der Rat formal zum Rektor berief.
Während des Dreißigjährigen Krieges brach 1635 eine schwere Pestepidemie in der Stadt aus. 80 Schüler sowie zahlreiche Exemte starben, andere zogen fort. Auch der 1635 neu berufene Rektor Johannes Valentini sowie drei Lehrer erkrankten an der Pest, wurden aber wieder gesund. Insgesamt starben während der Pestjahre 1635 und 1636 über 10.000 Menschen in Frankfurt.
In der fast fünfzigjährige Amtszeit Valentinis ging die Schülerzahl drastisch zurück. Um 1680 zahlten nur noch 122 Schüler das sogenannte Holzgeld; die Zahl der Schüler kann kaum höher gewesen sein, denn außer den Söhnen der Lehrer wurden höchsten noch die Söhne der 12 Frankfurter Pfarrer davon befreit. Gleichzeitig verfielen die pädagogische Qualität des Unterrichtes und der Ruf der Schule. Erst unter dem Rektorat von Georgius Grabowius und vermehrt unter Johann Gerhard Arnold nahm das Gymnasium einen neuen Aufschwung. 1691 hatte das Gymnasium wieder 200 Schüler.
Dennoch stagnierte die Entwicklung des Gymnasiums während des gesamten 18. Jahrhunderts. Obwohl die Rektoren von Arnold bis Johann Georg Purmann angesehene Gelehrte waren, blieben die Schülerzahlen gering. 1805, im letzten Jahr vor dem Ende des Heiligen Römischen Reiches, das auch die Epoche der Freien Reichsstadt Frankfurt beendete, hatte das Gymnasium 164 Schüler. Rektor Purmann hatte in 36 Amtsjahren 1251 Schüler aufgenommen, das entsprach einem Durchschnitt von 34 Neuaufnahmen pro Jahr.
Ein wichtiger Grund für die stagnierenden Schülerzahlen war, dass die Frankfurter Patrizier und wohlhabenden Bürger ihre Söhne nicht auf das heimische Gymnasium schicken wollten. Sie bevorzugten auswärtige, bekannte Anstalten oder ließen die Schüler privat unterrichten. Johann Caspar Goethe, Sohn eines zu Wohlstand gekommenen Gastwirtes, besuchte beispielsweise das Casimirianum Coburg, und sein Sohn Johann Wolfgang erhielt Privatunterricht in der elterlichen Wohnung. Für den Unterricht in den alten Sprachen wählte er zwei renommierte Philologen des Gymnasiums, den Rektor Johann Georg Albrecht und den Prorektor Johann Jacob Gottlieb Scherbius.
Ein Schüler des Gymnasiums, Friedrich Karl Ludwig Textor, setzte Scherbius in dem 1794 erschienenen Lustspiel Der Prorector ein literarisches Denkmal. Es ist das älteste überlieferte Theaterstück in Frankfurter Mundart.

### Schulaufsicht
Die Schulaufsicht lag seit 1540 bei einer Ratskommission, deren zumeist vier Mitglieder als Scholarchen bezeichnet wurden. Sie versahen ihr Amt gemeinsam mit dem Predigerministerium, dem Führungsgremium der 12 lutherischen Pfarrer der Stadt. 1579 versuchte Rektor Heinrich Petreus, die Schule in einer neuen Schulordnung unabhängiger von den Scholarchen und den Predigern zu machen. Darüber kam es zum Konflikt, der damit endete, dass Petreus 1581 seinen Abschied nahm.
Nachdem es zwischen Scholarchen und Predigern mehrfach zu Rang- und Kompetenzstreitigkeiten gekommen war, bildete der Rat 1728 eine gemeinsame Behörde, das Evangelisch-lutherische Consistorium, welches aus fünf Ratsherren, zwei Theologen und zwei Juristen bestand. Unter den Direktoren des Konsistoriums waren angesehene Ratsherren vom wohltätigsten Einfluß auf das Gymnasium, darunter Johann Wolfgang Textor, Johann Karl von Fichard, Friedrich Maximilian von Günderrode, Johann Wilhelm Metzler und Samuel Gottlieb Müller.

### Gliederung des Unterrichts und der Ferien
Das Gymnasium Francofurtanum kannte noch kein Schuljahr, sondern unterteilte das Jahr in zwei Semester. Entsprechend dem Rhythmus von Frühjahrs- und Herbstmesse, der das Leben in Frankfurt bestimmte, begann das Semester jeweils am Samstag der letzten Meßwoche. Während der Frühjahrsmesse waren zwei Wochen Ferien, während der Herbstmesse drei Wochen. In der Schulordnung Micylls waren fünf Klassen von Quinta bis Prima vorgesehen, ab 1616 kam die Sexta hinzu. Jede Klasse war in drei bis vier Ordnungen, zwischen denen die Schüler mit jedem Semester nach individuellem Lernfortschritt wechseln konnten, so dass Sexta, Secunda und Prima im Allgemeinen in vier, Quinta, Quarta und Tertia in drei Halbjahren zu absolvieren waren. Die tägliche Unterrichtszeit sollte nach Micylls Plan vier Stunden betragen, doch ließ sich das Pensum mit den zur Verfügung stehenden Lehrern in dieser Zeit nicht leisten. Im 17. und 18. Jahrhundert wurde im Allgemeinen je drei Stunden vormittags und nachmittags unterrichtet. Nur der Mittwoch und Samstagnachmittag blieben frei, so dass die Schüler auf 30 Wochenstunden kamen.
Fächer im heutigen Sinne kannte das Gymnasium lange nicht. Der Schwerpunkt lag auf der Übung der alten Sprachen Latein und Griechisch, dazu kamen Musik, Katechismus und einmal wöchentlich Arithmetik. Erst seit Rektor Hirtzwig wurde zwischen Sprach- und Sachunterricht (in lateinischer Sprache) unterschieden. 1747 führte Rektor Albrecht für die Sekunda und Prima die erste Fachaufteilung ein. Neben Hebräisch und Griechisch werden – immer noch in lateinischer Sprache – Theologie, Historie, Poesie, Geographie, Philosophie und Rhetorik unterrichtet. 1784 kam mit Johann Jakob Römer der erste Französischlehrer an das Gymnasium.
Zu größeren Reformen kam es erst Ende des 18. Jahrhunderts auf Betreiben der Frankfurter Schulreformer Wilhelm Friedrich Hufnagel und Friedrich Maximilian von Günderrode. Der 1795 berufene Konrektor Christian Julius Wilhelm Mosche führte das neue Fach Naturlehre ein und sorgte für eine stärkere Betonung des Deutschunterrichtes, der modernen Fremdsprachen und der sogenannten Realwissenschaften. Ab 1804 unterrichtete Carl Will Englisch für interessierte Freiwillige. 1805 wurde Johann Heinrich Moritz Poppe erster Lehrer für Mathematik und Physik und Klassenlehrer der Tertia – als erstes Kollegiumsmitglied, das kein Altphilologe war.
Die Bandbreite der Aufgaben eines Rektors der Institution verdeutlicht der Dienstbrief des Matthäus Bader vom 24. März 1584.

### Schulprogramme
Ab 1737 gab das Frankfurter Gymnasium, nach dem Vorbild anderer gelehrter Anstalten, jährlich zwei Programme heraus, ab 1747 sogar vier. Anlass waren die Einladungen zu den öffentlichen Examina sowie zu den Progressionsfeiern. Die Examina fanden jeweils in der Woche vor der Frühjahrs- und der Herbstmesse statt, die Progressionen jeweils nach Ende der Messen. Von 1583 bis zum Abriss der alten Barfüßerkirche 1786 wurden die Feiern im großen Auditorium des Barfüßerklosters abgehalten, danach bis 1886 im Kaisersaal des Römer. Die erheblichen Druckkosten trug der Rat. Hauptteil jedes Programms war eine umfangreiche gelehrte Dissertation, die im Allgemeinen der jeweilige Rektor verfasste. Johann Georg Albrecht kam so auf 85 Abhandlungen zwischen 1737 und 1764, sein Nachfolger Johann Georg Purmann sogar auf 119. Der 1803 bis 1806 amtierende Konrektor Christian Julius Wilhelm Mosche vereinfachte 1805 die Examina. Von da an erschienen Programme bis 1853 noch zweimal jährlich, bis 1881 jährlich und danach bis zum Ersten Weltkrieg noch alle zwei Jahre. Im Programm 1881 schätzte Mommsen die Gesamtzahl der bis dahin erschienenen Programme auf 390, von denen jedoch schon damals nicht alle erhalten waren.

## Das Gymnasium im 19. Jahrhundert
| Zeitraum  | Direktor                    |
| --------- | --------------------------- |
| 1806–1822 | Friedrich Christian Matthiä |
| 1823–1853 | Johann Theodor Vömel        |
| 1853–1864 | Johannes Classen            |
| 1864–1886 | Tycho Mommsen               |
| 1886–1897 | Karl Reinhardt              |

Bis zum Ende der Freien Reichsstadt Frankfurt hatte die Schule ausschließlich lutherische Schüler und Lehrer. Erst mit dem Unterrichtsgesetz vom 1. Februar 1812 verfügte der neue Herrscher, Großherzog Karl Theodor von Dalberg, das Frankfurter Gymnasium für alle Konfessionen zu öffnen. Damit erhielten neben den erst seit 1811 gleichberechtigten Juden auch Katholiken und Reformierte Zugang zum Gymnasium, das jetzt Großherzogliches Gymnasium hieß. Das Gymnasium wurde unter die Aufsicht des Staates gestellt und die bisher angestellten Lehrer als Staatsbeamte verpflichtet.
Auch auf Lehrpläne und Schulordnung des Gymnasiums nahm der Großherzog persönlich Einfluss. Am 27. Juli 1807 dekretierte er, daß die das hiesige Gymnasium frequentierenden Schüler...selbiges nicht verlassen sollen ohne wenigstens zwey Jahre dessen erste Classe fleißig besucht...zu haben, und hierüber durch die Lehrer...gehörig zu prüfen und ihnen über die abgelegten Beweise ihrer Fähigkeiten ein gewissenhaftes Testimonium auszufertigen ist. Bis dahin hatte es keine für alle Schüler des Gymnasiums verbindliche Reifeprüfung gegeben.
Nach dem neuen Lehrplan vom 29. Oktober 1812 sollte das Gymnasium die niedere Gelehrtenschule darstellen und von den Schülern in sechs Jahren durchlaufen werden. Erst der anschließende Besuch des Lyceum Carolinum, der höheren Gelehrtenschule, führte in weiteren zwei Jahren zur Hochschulreife. Sechs Kollegiumsmitglieder wurden gleichzeitig zu Professoren des Lyceums berufen. Neben Rektor Friedrich Christian Matthiä waren dies sein Konrektor Georg Friedrich Grotefend, Friedrich Christoph Schlosser, Johann Heinrich Moritz Poppe, Georg Michael Roth und Heinrich Adolf Herling.
Mit dem Ende des Großherzogtums Frankfurt 1813 und der Wiederherstellung der Freien Stadt Frankfurt kam der Unterricht am Lyceum zum Erliegen. Das Gymnasium und die Möglichkeit des direkten Zugangs vom Gymnasium zur Universität wurden auf Empfehlung einer Senatskommission wiederhergestellt. Das Gymnasium sollte „zugleich auch als Realschule bestehen und so eingerichtet werden, dass kein Religionsteil an dessen Besuchung verhindert werde.“ Ein entsprechender Senatsbeschluss erging am 25. August 1814. Für die Realien, Mathematik, Naturwissenschaften und Geschichte, wurden nun erstmals Fachlehrer in das Kollegium aufgenommen, die keine eigene Klasse zu leiten hatten.

### Städtisches Gymnasium

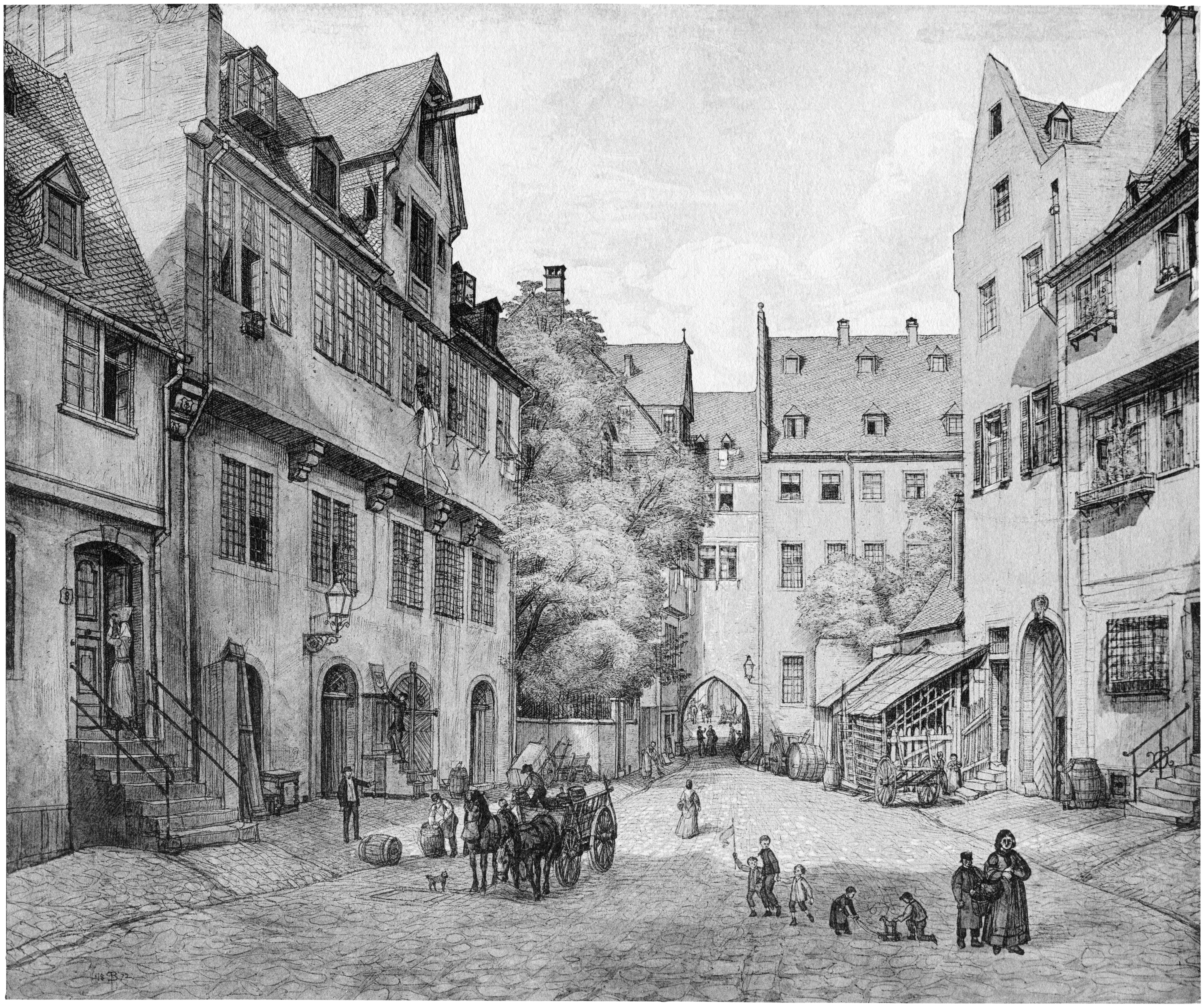
Im Arnsburger Hof (rechts neben dem Tor) war das Gymnasium von 1839 bis 1876 untergebracht.

1839 wurde das baufällig gewordene Barfüßerkloster abgerissen und die Schule zog in den Arnsburger Hof in der Predigergasse um. Der uralte, verwinkelte Gebäudekomplex war für den Schulbetrieb denkbar ungeeignet. Trotzdem erfolgte erst 1876 ein weiterer Umzug. Die Stadt hatte ein 1873 von der Gesellschaft zur Beförderung nützlicher Künste und deren Hilfswissenschaften errichtetes Gebäude in der Neuen Rothofstraße/Ecke Junghofstraße übernommen und für die Zwecke des Gymnasiums hergerichtet. Während die Schülerzahl in den ersten 350 Jahren der Schulgeschichte stets zwischen 100 und 200 gelegen hatte, stieg sie nach 1868 schnell an. 1886 besuchten bereits 744 Schüler das Gymnasium, das über 18 normale Klassenräume, zwei Fachräume für physikalischen und naturwissenschaftlichen Unterricht, einen Raum für den katholischen Religionsunterricht, einen Singsaal, einen Zeichensaal und eine kleine Turnhalle verfügte.
1888 wurde zur Entlastung das staatliche Kaiser-Friedrich-Gymnasium (heute Heinrich-von-Gagern-Gymnasium) gegründet. Trotzdem stiegen die Schülerzahlen der nunmehr Städtisches Gymnasium genannten Schule weiter an. 1896 zählte das Gymnasium 638 Schüler, davon waren 138 jüdischen Glaubens.

## Gründung des Lessing-Gymnasiums
| Zeitraum  | Direktor             |
| --------- | -------------------- |
| 1897–1904 | Christian Baier      |
| 1905–1926 | Friedrich Neubauer   |
| 1926–1933 | Ernst Majer-Leonhard |
| 1933–1945 | Hans Silomon         |
| 1950–1953 | Otto Kracke          |
| 1953–1959 | Will Richter         |
| 1959–1970 | Karl Ringshausen     |
| 1971–1995 | Gerhard Schaffner    |
| 1995–1999 | Klaus Meyer          |
| 2000–2015 | Rupert Frankerl      |
| 2016–2021 | Bernhard Mieles      |
| 2021–2024 | Andrea Schubert      |
| Seit 2024 | Andreas Henkel       |

1897 wurde die städtische Lehranstalt wegen der ständig steigenden Schülerzahlen geteilt, nachdem die Klassen bereits seit 1892 in zwei Abteilungen geführt worden waren:
Das Goethe-Gymnasium wurde als Reformgymnasium nach dem Frankfurter Lehrplan des seit 1886 als Nachfolger von Tycho Mommsen amtierenden Direktors Karl Reinhardt neu gegründet. Es bezog einen Neubau in der Bahnstraße (heute Friedrich-Ebert-Anlage), während das Lessing-Gymnasium am alten Ort in der Junghofstraße unter dem bisherigen stellvertretenden Direktor Christian Baier die Tradition des humanistischen Gymnasiums fortführte. Es übernahm auch die Bibliothek und das Archiv des Städtischen Gymnasiums und gilt als dessen Nachfolger.
1902 bezog das Lessing-Gymnasium an der Hansaallee einen gotisierenden Neubau mit aufwendigem Treppenhaus und einer Aula, in der bis 1933 auch griechische Dramen in der Originalsprache aufgeführt wurden. Zum Schulgelände gehörten ein nördlicher und ein südlicher Schulhof sowie nördlich anschließend ein Palaestra genanntes Sportgelände.

### Zeit des Nationalsozialismus
1933 erreichte mit der nationalsozialistischen Machtergreifung auch der Antisemitismus das Lessing-Gymnasium. Am 1. April 1933 beging ein jüdischer Schüler, der Primaner Hans Stern, wegen der Schikanen durch seine Mitschüler Selbstmord. Der damalige Direktor, Ernst Majer-Leonhard, versuchte sich der Gleichschaltung zu widersetzen, wurde jedoch – nicht zuletzt aufgrund von Interventionen aus dem Kollegium – in den vorzeitigen Ruhestand versetzt. Das bisherige Wahlfach Hebräisch wurde 1934 abgeschafft. Die jüdischen Schüler wurden nach und nach von der Anstalt gedrängt. Ostern 1936 legte mit Werner Bamberger der letzte jüdische Abiturient seine Prüfung ab. Für die ehemaligen jüdischen Schüler gibt es im Treppenhaus ein Mahnmal.
1944 wurde die Schule bei den Luftangriffen auf Frankfurt am Main durch Fliegerbomben schwer beschädigt und die Schüler nach Bad Marienberg im Westerwald ausgelagert.

### Wiederaufbau und Neuzeit

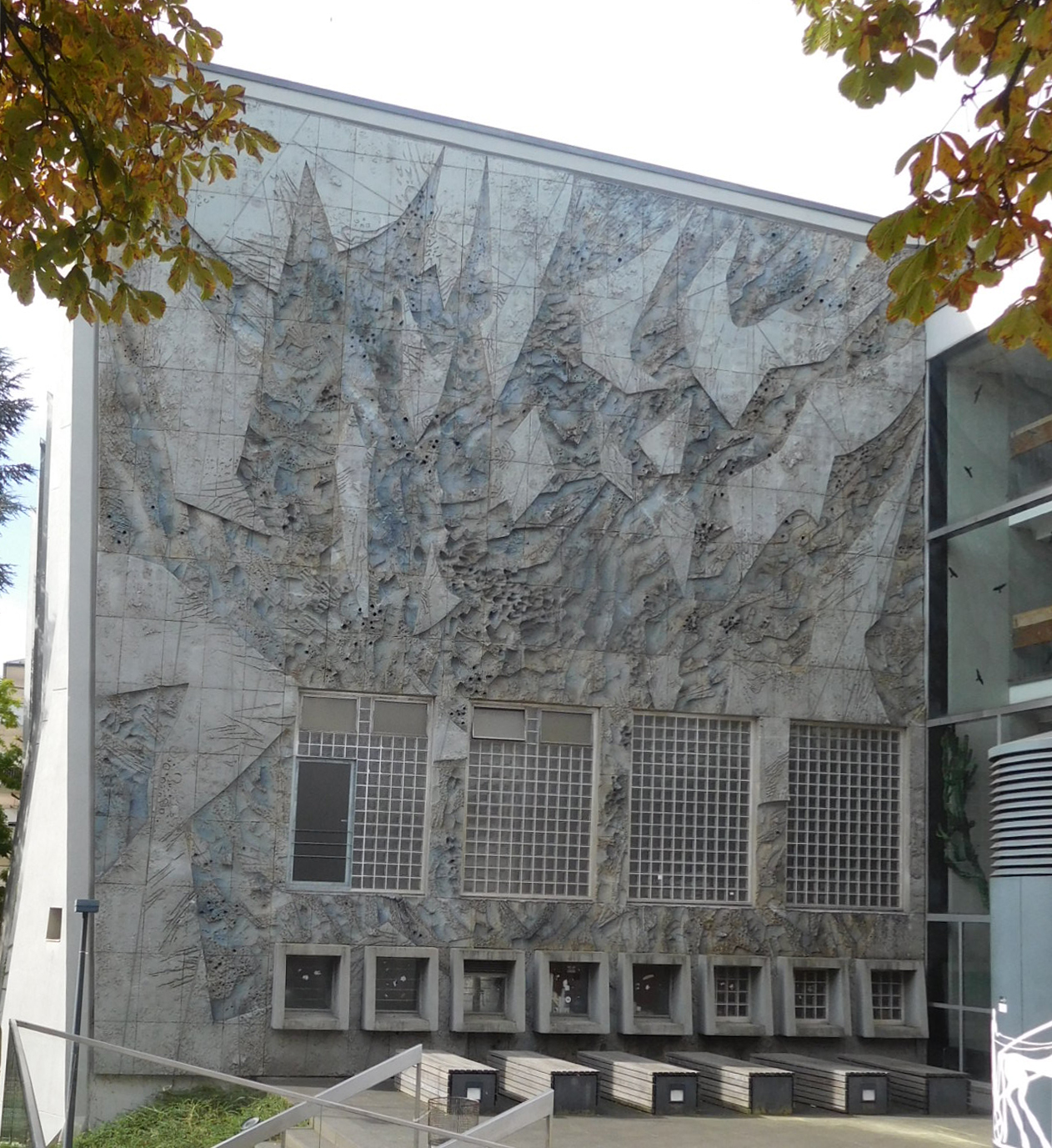
Ferdinand Lammeyer: Aufbruch, Reliefwand am Haupteingang

G. E. Lessing und Ph. Melanchthon auf dem Südhof

Da das Schulgelände nach Kriegsende im amerikanischen Sperrgebiet um das I.G.-Farben-Haus lag, wurden die Klassen zunächst in den Räumen des gleichfalls beschädigten Heinrich-von-Gagern-Gymnasiums unterrichtet. 1948 hatte das Lessing-Gymnasium 210 Schüler. 1952 konnte der Schulbetrieb in der notdürftig wiederhergestellten Ruine wieder aufgenommen werden. Turnhalle, Musik- und Zeichensaal waren zerstört, der Bau nur mit einem Notdach gedeckt. Zunächst standen nur zehn Klassenräume zur Verfügung, so dass der Unterricht bis 1955 im Schichtbetrieb stattfand. 1957 mietete die Stadt eine Wohnung im nahegelegenen Holzhausenviertel an, in der weitere vier Klassenräume und ein Lehrerzimmer entstanden. 1958 besuchten bereits 684 Schüler, darunter 107 Mädchen, das Lessing-Gymnasium.
1967/1968 wurde das heute noch bestehende Schulgebäude nach einem Entwurf von Günther Balser, einem Sohn von Ernst Balser, unter Mitarbeit von Lothar Menzel (* 1928) und K. Egli errichtet und bezogen. Der emeritierte Frankfurter Städelschul-Rektor Ferdinand Lammeyer gestaltete für den Neubau das Keramik-Relief „Aufbruch“. Die aus Ton handgefertigten und glasierten Platten nehmen neben dem Treppenaufgang zum Hauptportal eine Fläche von 13 × 10 m ein und stellen drei schreitende Figuren dar. Der Unterrichtsbetrieb wurde während der Bauzeit in Baracken fortgesetzt, die auf einem brachliegenden Gelände an der Hansaallee errichtet wurden. Die offizielle Einweihung des Neubaus fand am 4. März 1968 statt. 1976 führte das Lessing-Gymnasium als eine der letzten Schulen in Hessen die Reformierte Oberstufe ein. Die Schülerzahl stieg im Laufe der 1970er Jahre von etwa 700 auf über 900, um danach bis Ende der 1990er Jahre allmählich wieder auf etwa 620 Schüler abzusinken, da die altsprachliche Ausrichtung mit Griechisch als Pflichtfach allmählich an Attraktivität verlor. Mit der Umstellung der Lehrpläne begannen die Schülerzahlen wieder zu steigen.
Vom Frühjahr 2010 bis zum Herbst 2013 wurde das Gebäude grundlegend saniert. Während der Bauzeit fand ein Teil des Unterrichts in Containern statt.

## Persönlichkeiten
Zahlreiche bekannte Personen waren und sind mit der Schule verbunden. Die folgende Liste enthält einige von ihnen:

### Lehrer

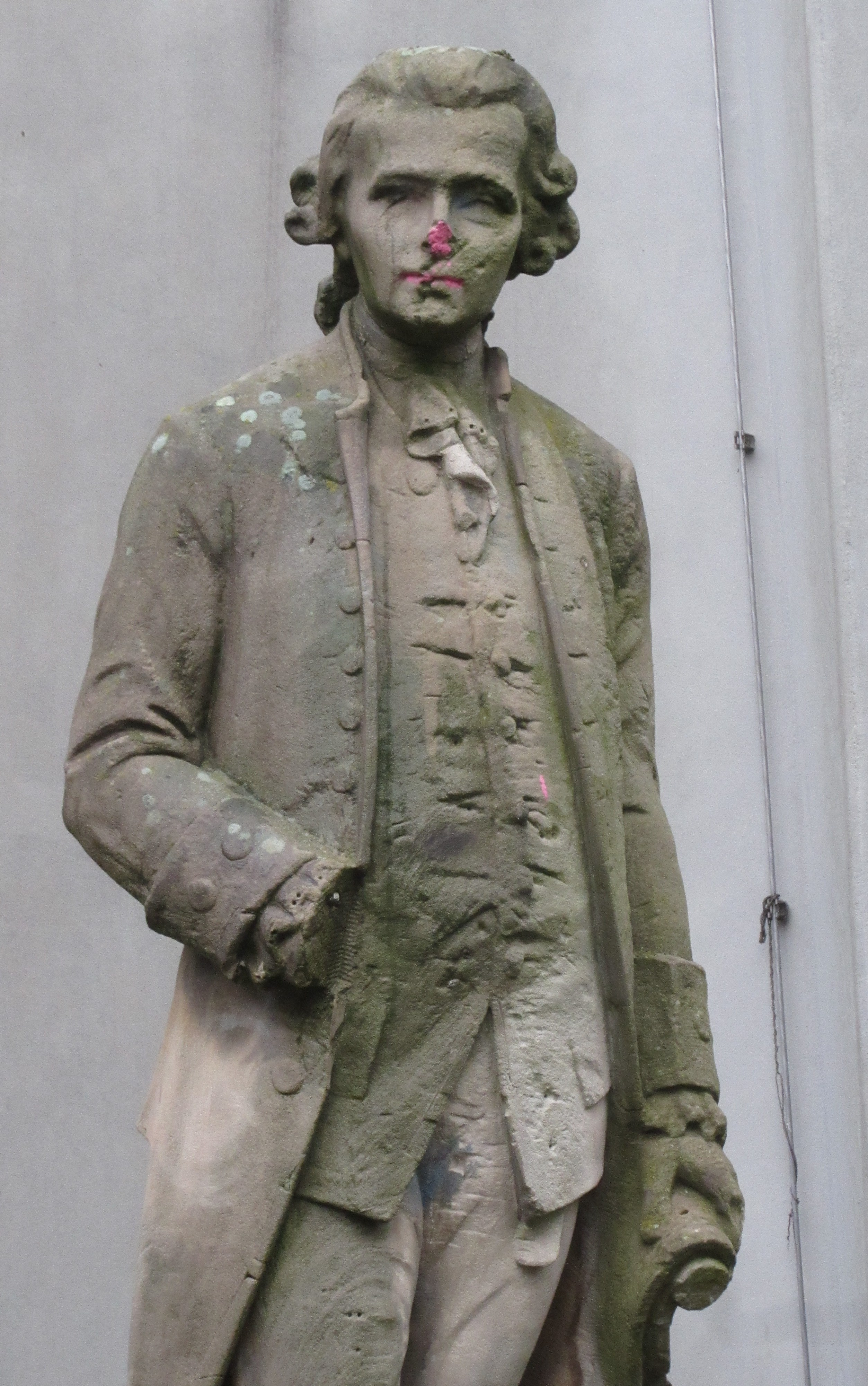
Statue von Lessing vor der Schule

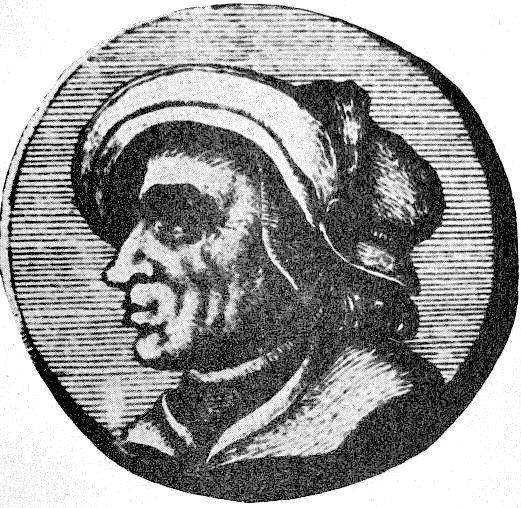
Der erste Rektor Wilhelm Nesen

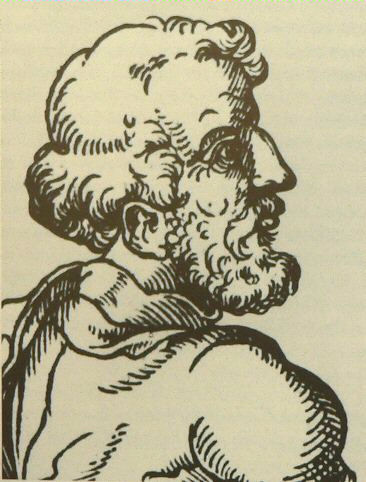
Jakob Micyllus

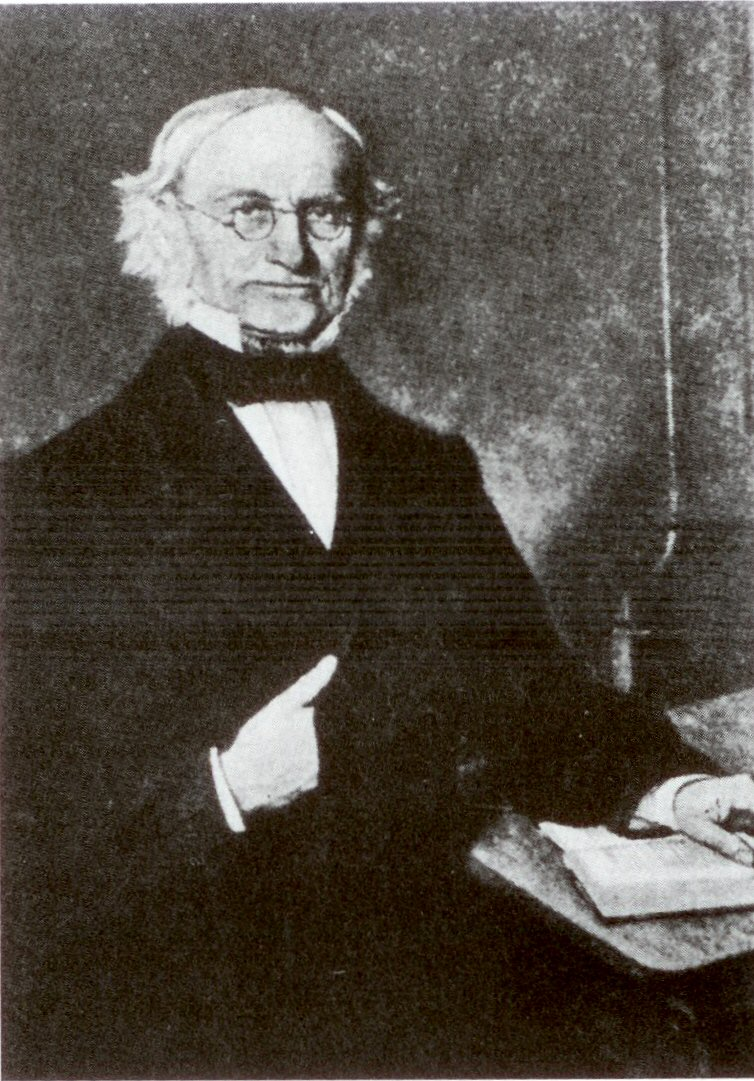
Johannes Classen

- Wilhelm Nesen (1492–1524), Humanist und Pädagoge, erster Rektor der Lateinschule
- Jakob Micyllus (1503–1558), Humanist und Pädagoge, Rektor 1524 bis 1533 und 1536 bis 1547
- Adam Lonitzer (1528–1586), Arzt und Naturforscher, unterrichtete 1546 unter Micyllus alte Sprachen
- Johannes Jonsius (1624–1659), Pädagoge und Philosophiehistoriker, war von 1657 bis 1659 Prorektor der Schule
- Ludwig Heinrich Schlosser (1663–1723), Liederdichter, Lehrer und Pfarrer
- Georg Philipp Telemann (1681–1767), Komponist
- Johann Balthasar König (1691–1758), Komponist und Kirchenmusiker
- Johann Jacob Gottlieb Scherbius (1728–1804), seit 1758 Lehrer, 1766 bis 1798 Prorektor
- Friedrich Christian Matthiä (1763–1822), Altphilologe, Rektor von 1806 bis 1822
- Christian Julius Wilhelm Mosche (1768–1815), Theologe und Altsprachler, später Rektor des Katharineums in Lübeck
- Georg Friedrich Grotefend (1775–1853), Sprachwissenschaftler und Altertumsforscher, 1806 bis 1821 Konrektor
- Johann Heinrich Moritz von Poppe (1776–1854), erster Mathematiker und Physiker des Kollegiums (1805 bis 1818)
- Friedrich Christoph Schlosser (1776–1861), Historiker, 1810 bis 1819 Professor für Geschichte
- Anton Kirchner (1779–1834), evangelischer Pfarrer, Historiker, Lehrer und Schulreformer, 1806 bis 1823 Professor für Religion, Kirchengeschichte und hebräische Sprache
- Carl Ritter (1779–1859), Begründer der wissenschaftlichen Geographie, 1819 Professor am Gymnasium
- Johann Theodor Vömel (1791–1868), Altphilologe und Theologe, Direktor 1822 bis 1853
- Konrad Schwenck (1793–1864), Prorektor und Konrektor, Lehrer für alte Sprachen 1829 bis 1853
- Ludwig Roediger (1798–1866), Prorektor, 1823 bis 1854 am Gymnasium
- Johannes Classen (1805–1891), Altphilologe, Direktor von 1853 bis 1864
- Georg Ludwig Kriegk (1805–1878), Historiker, Professor für Geschichte 1848 bis 1863
- Johann Joseph Oppel (1815–1894), Physiker und Sprachwissenschaftler, Professor für Mathematik und Physik ab 1845, Erforscher der Frankfurter Mundart und der optischen Täuschungen
- Theodor Creizenach (1818–1877), Historiker und Schriftsteller, Gymnasialprofessor für Deutsch und Geschichte 1861 bis 1877
- Alfred Fleckeisen (1820–1899), Professor für alte Sprachen 1854 bis 1861
- Johannes Janssen (1829–1891), katholischer Historiker und Priester, Gymnasialprofessor für Geschichte und katholische Religion 1854 bis 1891
- Tycho Mommsen (1819–1900), Altphilologe, Direktor von 1864 bis 1886
- Konrad Trieber (1842–1913), Altphilologe und Historiker, Oberlehrer ab 1877
- Rudolf Eucken (1846–1926), Philosoph, Literaturnobelpreisträger 1908, unterrichtete 1869 bis 1871 am Frankfurter Gymnasium Alte Sprachen und evangelische Religion
- Karl Reinhardt (1849–1923), preußischer Schulreformer, Direktor 1886 bis 1897
- Eduard Pelissier (1850–1931), Historiker, Gymnasialprofessor von 1879 bis 1913
- Richard Schwemer (1857–1928), Historiker, Gymnasialprofessor von 1883 bis 1897
- Friedrich Neubauer (1861–1953), Altphilologe und Historiker, Direktor 1905 bis 1926
- Julius Ziehen (1864–1925), Pädagoge. am städtischen Gymnasium 1889 bis 1897
- Richard Wachsmuth (1868–1941), Physiker, 1914 für kurze Zeit am Gymnasium
- Hermann Schuster (1874–1965), Theologe, Pädagoge und Politiker, unterrichtete von 1904 bis 1910 evangelische Religion
- Friedrich Gennrich (1883–1967), Musikwissenschaftler und Romanist
- Ernst Neustadt (1883–1942), Altphilologe, 1929 bis 1933 Schulleiter des Goethe-Gymnasiums, 1935 als Jude zwangsweise pensioniert
- Otto Schumann (1888–1950), Altphilologe, 1939–1946 stellvertretender Schulleiter, später Professor für Mittellatein an der Universität Frankfurt
- Ernst Majer-Leonhard (1889–1966), Direktor von 1926 bis 1933
- Eduard Bornemann (1894–1976), Altphilologe, am Lessing-Gymnasium 1926 bis 1960, später Professor für die Didaktik des Lateinischen und Griechischen an der Johann Wolfgang Goethe-Universität
- Will Richter (1910–1984), Altphilologe, Direktor 1953 bis 1958, später Professor in Göttingen
- Sydney Smith (1927–2011), Autor von Schulbüchern u. a. mit Eduard Bornemann, früher Schüler

### Schüler
- Johann Fichard (1512–1581), Jurist und Stadtsyndikus
- Hartmann Beyer (1516–1577), Mathematiker, Theologe und Reformator
- Matthias Ritter (1526–1588), lutherischer Theologe und Pfarrer
- Konrad Weiß von Limpurg (1536–1575), Humanist
- Johann Jacob Schütz (1640–1690), Jurist und Pietist
- Lorenz Heister (1683–1758), Botaniker, Anatom und Chirurg
- Zacharias Konrad von Uffenbach (1683–1734), Bürgermeister, Büchersammler und Reiseschriftsteller
- Johann Wolfgang Textor (1693–1771), Jurist, Stadtschultheiß und Großvater Johann Wolfgang von Goethes
- Johann Georg Schlosser (1739–1799), Jurist, Historiker und Staatsmann, Schwager Johann Wolfgang von Goethes
- Friedrich Maximilian Klinger (1752–1831), Dichter, Dramatiker, General
- Johann Philipp Gabler (1753–1826), lutherischer Theologe
- Philipp Buttmann (1764–1829), Pädagoge und Mitglied der Berliner Aufklärung
- Johann Isaak von Gerning (1767–1837), Schriftsteller, Sammler und Diplomat
- Johann Bernhard Jacob Behrends (1769–1823), Mediziner
- Johann Friedrich von Meyer (1772–1849), Jurist, evangelischer Theologe (Bibelübersetzer) und Bürgermeister der Freien Stadt Frankfurt
- Johann Karl von Fichard (1773–1829), Historiker
- Friedrich Karl Ludwig Textor (1775–1851), Jurist und erster Frankfurter Mundartschriftsteller, Cousin Johann Wolfgang von Goethes
- Philipp Jakob Hoffmann (1778–1834), städtischer Chaussee-, Wasser- und Brückenbauinspektor, Vater von Heinrich Hoffmann
- Gerhard Friederich (1779–1862), evangelischer Pfarrer und Schriftsteller
- Anton Kirchner (1779–1834), evangelischer Pfarrer, Historiker, Lehrer und Schulreformer
- Johann Friedrich Heinrich Schlosser (1780–1851), Jurist, Politiker und Schriftsteller
- Johann Gerhard Christian Thomas (1785–1838), Politiker, Rechtshistoriker und Bürgermeister der Freien Stadt Frankfurt
- Alexander Stein (1789–1833), evangelischer Pfarrer
- Johann Friedrich Böhmer (1795–1863), Historiker
- Philipp Friedrich Gwinner (1796–1868), Jurist, Kunsthistoriker und Bürgermeister der Freien Stadt Frankfurt
- Johann Michael Mappes (1796–1863), Arzt und Politiker
- Maximilian Reinganum (1798–1878), Jurist, Politiker und Publizist
- Eduard Ludwig von Harnier (1800–1868), Senator und Bürgermeister der Freien Stadt Frankfurt
- Friedrich Wöhler (1800–1882), Chemiker
- Hermann von Meyer (1801–1869), Paläontologe, Sohn von Johann Friedrich von Meyer
- Gustav Adolf Spiess (1802–1875), Mediziner
- Johann Friedrich Funck (1804–1857), Theologe, Schriftsteller und Revolutionär
- Friedrich Siegmund Jucho (1805–1884), Jurist und Abgeordneter der Frankfurter Nationalversammlung
- Heinrich Hoffmann (1809–1894), Psychiater und Schriftsteller
- Gustav Körner (1809–1896),  deutsch-amerikanischer Rechtsanwalt, Diplomat und Staatsmann, außerdem Teilnehmer am Frankfurter Wachensturm
- Georg Varrentrapp (1809–1886), Mediziner und Kommunalpolitiker
- Georg Eduard Steitz (1810–1879), evangelischer Theologe und Historiker
- Johann Christian Gustav Lucae (1814–1885), Anatom
- Karl Ludwig Bernays (1815–1876), Journalist, 1849er Revolutionär, Emigrant
- Friedrich Lucae (1815–1859), Jurist und Schriftsteller
- Anton Heinrich Emil von Oven (1817–1903), Jurist, Politiker und Bürgermeister der Freien Stadt Frankfurt
- Theodor Creizenach (1818–1877), Historiker und Schriftsteller
- Carl Remigius Fresenius (1818–1897), analytischer Chemiker, geheimer Hofrat und Begründer und Direktor des chemischen Labors zu Wiesbaden
- Carl Peter Burnitz (1824–1886), Maler
- Salomon Fuld (1825–1911), Rechtsanwalt und Kommunalpolitiker, Abitur 1844
- Wilhelm Gwinner (1825–1917), Jurist, Theologe und Schriftsteller, Testamentsvollstrecker Arthur Schopenhauers
- Wilhelm Wagner (1843–1880), Klassischer Philologe
- Eduard Hiller (1844–1891), Klassischer Philologe
- Richard Wülker (1845–1910), Anglist
- Emil Gasser (1847–1919), Anatom
- Ludwig Geiger (1848–1919), Literatur- und Kunsthistoriker
- Wilhelm Merton (1848–1916), Unternehmer und Sozialpolitiker
- Bernhard von Bülow (1849–1929), Politiker, 1904 bis 1909 Reichskanzler
- Hermann Dechent (1850–1935), Theologe und Pfarrer
- Wilhelm Creizenach (1851–1919), Literaturwissenschaftler, Sohn von Theodor Creizenach
- Carl Chun (1852–1914), Zoologe und Tiefseeforscher
- Karl Flesch (1853–1915), Sozialpolitiker,
- Jakob Riesser (1853–1932), Jurist und Politiker
- Friedrich Mettegang (1854–1913), Architekt
- Carl Heinrich Cornill (1854–1920), evangelischer Theologe
- Ludwig von Pastor (1854–1928), katholischer Theologe
- Hermann Dessau (1856–1931), Althistoriker
- Otto Körner (1858–1935), Mediziner
- Lassa Oppenheim (1858–1919), Jurist
- Rudolf Jung (1859–1922), Historiker und Archivar
- Alfons Mumm von Schwarzenstein (1859–1924), Diplomat
- Ludwig Fulda (1862–1939), Bühnenautor und Übersetzer
- Theodor Ziehen (1862–1950), Psychiater und Philosoph
- Julius Ziehen (1864–1925), Pädagoge
- Friedrich Mahling (1865–1933), evangelischer Theologe und Pfarrer
- Gustav Adolf Graf von Götzen (1866–1910), Afrikaforscher und Gouverneur von Deutsch-Ostafrika
- Friedrich Wilhelm Ristenpart (1868–1913), Astronom
- Oscar A. H. Schmitz (1873–1931), Schriftsteller
- Moritz Julius Bonn (1873–1965), Nationalökonom
- Otto Loewi (1873–1961), Pharmakologe, Nobelpreisträger für Medizin 1936
- Karl Schwarzschild (1873–1916), Astronom
- Max Ettlinger (1877–1929), Philosoph und Pädagoge
- Alfred Merton (1878–1954), Unternehmer
- Fritz Weege (1880–1945), Archäologe und Etruskologe
- Carl Gebhardt (1881–1934), Philosoph, Spinozaforscher, Begründer des Frankfurter Schopenhauer-Archivs
- Wenzel Goldbaum (1881–1960), Jurist, Urheberrechtsexperte, Schriftsteller, Drehbuchautor, Übersetzer
- Edgar Goldschmid (1881–1957), Pathologe und Medizinhistoriker
- Richard Merton (1881–1960), Vorstand der Metallgesellschaft und Ehrenbürger von Frankfurt am Main
- Max Kowalski (1882–1956), Komponist, Sänger, Gesangslehrer und Rechtsanwalt
- Franz Ludwig Hörth (1883–1934), Regisseur
- Ernst Freudenberg (1884–1967), Mediziner, Hochschullehrer für Kinderheilkunde
- Carl-Heinrich von Stülpnagel (1886–1944), General der Infanterie. im zweiten Weltkrieg und am Widerstand gegen den Nationalsozialismus, beteiligt am Attentat vom 20. Juli 1944
- Wilhelm von Möllendorff (1887–1944), Anatom
- Johannes Georgi (1888–1972), Meteorologe und Polarforscher
- Otto Frank (1889–1980), Vater von Anne Frank
- Ernst Majer-Leonhard (1889–1966), Pädagoge
- Caesar von Hofacker (1896–1944), Reserveoffizier der Luftwaffe, am Attentat vom 20. Juli 1944 auf Hitler beteiligt
- Wilhelm Busch (1897–1966), Prediger und Evangelist
- Hans Schrepfer (1897–1945), Geograph
- Werner Wachsmuth (1900–1990), Chirurg und Hochschullehrer
- Konrad Heiden (1901–1966), Journalist und politischer Schriftsteller
- Gustav Siewerth (1903–1963), Philosoph und Pädagoge
- Erwin Stein (1903–1992), CDU-Politiker, Richter des Bundesverfassungsgerichts Karlsruhe und einer der Väter der hessischen Landesverfassung
- Hanns Swarzenski (1903–1985), deutsch-amerikanischer Kunsthistoriker, Sohn von Georg Swarzenski. 1938 in die USA emigriert.
- Peter Kohnstamm (1908–1995), Arzt, Dozent, Freund Otto Klemperers, aufgewachsen im international bekannten Sanatorium des Vaters Oskar Kohnstamm
- Karl Heinrich Menges (1908–1999), Experte in Zentralasiatischen Sprachen
- Heinrich Treichl (1913–2014), Generaldirektor der Creditanstalt, Wien
- Jörgen Schmidt-Voigt (1917–2004), Mediziner und Stifter des Ikonenmuseums Stiftung Dr. Schmidt-Voigt in Frankfurt am Main.
- Friedrich Karl Klausing (1920–1944), Offizier der Wehrmacht, war Adjutant von Claus Schenk Graf von Stauffenberg und einer der Widerstandskämpfer des 20. Juli 1944
- Bernfried Schlerath (1924–2003), Sprachwissenschaftler, Indogermanist, Iranist.
- Peter Boerner (1926–2015), deutsch-amerikanischer Literaturwissenschaftler und Goetheforscher
- Wolfgang Osthoff (1927–2008), Musikwissenschaftler
- Peter Cahn (1927–2016), Komponist und Musikpädagoge. Wegen seiner jüdischen Herkunft vor dem Abitur der Schule verwiesen.
- Sydney Smith (1927–2011), Autor von Schulbüchern u. a. mit Eduard Bornemann, später Lehrer am Gymnasium
- Peter Stein (* 1937), Theater- und Filmregisseur
- Ernst Theodor Rietschel (* 1941), Chemiker, Präsident der Leibniz-Gemeinschaft
- Dietlinde Munzel-Everling (* 1942), Rechtswissenschaftlerin und Rechtshistorikerin
- Friedrich von Metzler (1943–2024), Investmentbanker und Förderer
- Ulrich Mosel (* 1943), Physiker
- Eva Demski (* 1944), Schriftstellerin
- Jörg Fauser (1944–1987), Schriftsteller
- Micha Brumlik (* 1947), Erziehungswissenschaftler
- Hannelore Kohl (* 1948), Präsidentin des Landesverfassungsgerichts Mecklenburg-Vorpommern
- Andreas von Schoeler (* 1948), Oberbürgermeister von Frankfurt am Main (1991–1995)
- Martin Mosebach (* 1951), Schriftsteller
- Matthias Lutz-Bachmann (* 1952), Philosoph
- Ulrich Martin Drescher (* 1952), Organisationsberater und Moderationsexperte
- Carl-Heinrich von Gablenz (* 1952), Unternehmer und Manager
- Bernd Hucke (* 1952), Richter am Bundesgerichtshof
- Jürgen Banzer (* 1955), Rechtsanwalt und Politiker
- Uwe Schmitt (* 1955), Journalist, zunächst Jazzmusiker
- Christoph von Marschall (* 1959), Journalist und Redakteur
- Albrecht Ritschl (* 1959), Wirtschaftshistoriker
- Ulrich Kohlenbach (* 1962), Mathematiker
- Peter Braunholz (* 1963), Fotokünstler und Musiker
- Armin Kraaz (* 1965), Fußballspieler und -trainer bei Eintracht Frankfurt
- Wilhelm Wolf (* 1966), Richter
- Andreas Lobenstein (* 1966), Politiker
- Gábor Paál (* 1967), Journalist, Hörfunk-Moderator, Publizist
- Natalia Bachmayer (* 1968), Fernsehjournalistin
- Thea Dorn (* 1970), Schriftstellerin (Christiane Scherer)
- Sissi Hajtmanek (* 1972), Journalistin
- Boris Rhein (* 1972), Politiker (CDU), hessischer Ministerpräsident
- Florian Henckel von Donnersmarck (* 1973), Filmregisseur und Drehbuchautor
- Nikolaus Correll (* 1977), Informatiker
- Jan Schneider (* 1981), Politiker
- Moritz Kerz (* 1983), Mathematiker
- Jasmin Schreiber (* 1988), Autorin

Auch drei der Widerständler vom 20. Juli 1944 (Carl-Heinrich von Stülpnagel, Caesar von Hofacker und Friedrich Karl Klausing) haben am Lessing-Gymnasium ihr Abitur gemacht.